# Justiniano Posse
Justiniano Posse (Córdoba, 23 de septiembre de 1820 – íd., 2 de marzo de 1865) fue un político argentino, perteneciente al Partido Liberal, duodécimo gobernador de la provincia de Córdoba elegido constitucionalmente.

## Biografía
Hijo de un comerciante y miembro del cabildo de la ciudad, estudió en el Colegio de Monserrat y en la Universidad de Buenos Aires, donde se recibió de médico en 1844.
Regresó a su ciudad natal, y poco después fue nombrado protomédico de la provincia por el gobernador Manuel López. No tuvo actuación política en esa época, y fue propietario de la única farmacia de la ciudad, que posteriormente vendería al hospital local.

### Carrera política
Durante la crisis que siguió a la llegada de la noticia de la Batalla de Caseros, suponiéndolo opositor, el gobernador López lo separó del cargo, en el que fue repuesto poco después por su sucesor, Alejo del Carmen Guzmán.
Se unió a los grupos liberales opuestos a Guzmán, y fue elegido diputado provincial. Fue uno de los impulsores de la gobernación de Roque Ferreyra en 1855 y fue su ministro de gobierno. En 1858 fue elegido diputado al Congreso Nacional en Paraná, y se destacó por su oposición a las políticas del gobierno de la Confederación Argentina.
Después de la Batalla de Pavón se opuso a los intentos de resistencia del presidente Santiago Derqui, hasta que este se vio obligado a renunciar y la Confederación se disolvió.
Regresó a Córdoba poco antes de la llegada del ejército porteño, comandado políticamente por Marcos Paz, y reunió alrededor suyo a varios grupos dispersos de liberales. Tras varias semanas de anarquía – en que varios personajes simultáneamente se proclamaron gobernadores de la provincia, incluidos delegados – convenció a la legislatura de elegir gobernador al tucumano Marcos Paz.
Este nombró ministro de gobierno a Posse, y se limitó a asegurar la partida desde Córdoba de sucesivas invasiones a las provincias que conservaban gobiernos federales. Mientras tanto, su ministro declaró ilegítima la intervención federal de junio de 1860 y – por consiguiente – todos sus actos y los de los gobiernos que lo habían sucedido.

## Gobernador de Córdoba
A fines de enero de 1862, Paz delegó el mando en el general Wenceslao Paunero y continuó su camino hacia el norte. Posse renunció al ministerio, denunciando que el general invasor pretendía hacerse elegir gobernador titular. Las elecciones dieron el triunfo a los liberales autonomistas del grupo de Posse, y la Asamblea Electoral lo proclamó Gobernador de Córdoba.
Asumió el gobierno el 16 de marzo de 1862, dividiendo el Ministerio General en los de Gobierno y de Hacienda, cargos para los cuales nombró al mendocino Saturnino Laspiur y al tucumano Filemón Posse; más tarde fueron reemplazados por Antonio del Viso e Benjamín de Igarzábal, cordobeses.
Creó el Departamento Topográfico y sancionó una ley de venta de tierras provinciales. Fundó varias escuelas, sancionó una ley de impuestos directos, y promulgó una ley que autorizaba a fundar un banco con capacidad para emitir moneda. También formó un Tribunal de Justicia y fundó la Villa General Mitre, actualmente Villa del Totoral.
En junio de 1862 el ejército de ocupación al mando del general Wenceslao Paunero abandonó Córdoba, aunque varias fracciones del mismo permanecieron en la zona, colaborando en la lucha contra el Chacho Peñaloza. Tuvo un serio problema a nivel federal cuando, al instalarse el nuevo Congreso de la Nación Argentina, los representantes de la provincia de Córdoba fueron rechazados; tras una larga discusión, terminaron por ser admitidos por presión del presidente Bartolomé Mitre.
El 10 de junio de 1863, mientras la región del Oeste de la provincia era ocupada por las montoneras de Peñaloza, Posse fue depuesto por una revolución federal dirigida por Simón Luengo. La legislatura se negó a respaldar al gobernador, de modo que este renunció. En su lugar, fue elegido como gobernador interino el santiagueño Pío Achával, que recibió en la capital al general Peñaloza y su ejército. Al producirse el contraataque del ejército de Paunero, Peñaloza abandonó la ciudad y fue derrotado en la Batalla de Las Playas. 
Posse recuperó el gobierno el 28 de junio, pero la ciudad fue ocupada militarmente por el ejército de Paunero. La represión de los opositores fue cruel, y había sido precedida por la matanza de gran parte de los prisioneros de Las Playas. Paunero llegó a cerrar los periódicos de la ciudad e imponer el toque de queda para toda la provincia, todo ello sin siquiera consultar al gobernador. Debido a la opresiva presencia del ejército de Paunero y a la falta de apoyo de su propio partido en la legislatura, presentó su renuncia en julio, la cual fue aceptada el día 28.

### Últimos años
Fue reemplazado por Benigno Ocampo. La elección de Roque Ferreyra para gobernador en noviembre dejó a Posse una vez más en el campo opositor, de modo que participó en varias conspiraciones en contra de su sucesor.
El 2 de marzo de 1865 estalló un movimiento contra el gobernador Ferreyra, tildado de corrupto y muy impopular, al mando de un capitán de apellido Cires. La revuelta estuvo muy mal preparada, y rápidamente fue sofocada. La guardia civil provincial arrestó a Posse en la casa de Laspiur – por ese entonces juez federal – por considerarlo responsable de la revuelta, y mientras era conducido a la cárcel, súbitamente fue detenido por otro grupo, cuyo oficial ordenó su fusilamiento.